# Ljudožder vegetarijanac
Ljudožder vegetarijanac é um filme de drama croata de 2012 dirigido e escrito por Branko Schmidt. Foi selecionado como representante da Croácia à edição do Oscar 2013, organizada pela Academia de Artes e Ciências Cinematográficas.

## Elenco
- Rene Bitorajac - Danko Babić
- Nataša Janjić - Sestra Lana
- Leon Lučev - Ilija
- Emir Hadžihafizbegović - Jedinko
- Zrinka Cvitešić - Dr. Lovrić
- Daria Lorenci - Dr. Miller
- Ksenija Pajić - Dr. Domljan